# Zistersdorf
Zistersdorf é um município da Áustria localizado no distrito de Gänserndorf, no estado de Niederösterreich (Österreich).